# Župnija Litija
Župnija Litija je rimskokatoliška teritorialna župnija dekanije Litija nadškofije Ljubljana.
Središče župnije predstavlja razširjena in prenovljena cerkev, ki stoji v centru mesta in je posvečena sv. Nikolaju (Miklavžu). Farno žegnanje se vrši na nedeljo po godu sv. Nikolaja (6. december).

## Skupine
V župniji deluje več aktivnih skupin:

- skavtski steg Litija 1,

- mladinska skupina,

- animatorji oratorija,

- Zbor sv. Nikolaja (www.litija.org),

- Nikolajev dekliški zbor,

- Nikolajev otroški zbor,

- ...

### Farne spominske plošče
V župniji Litija so postavljene Farne spominske plošče, na katerih so imena meščanov  ki so padli kot žrtve revolucionarnega nasilja v letih 1942-1945. Skupno je na ploščah 24 imen.